# Lorenz-Schlüsselmaschine

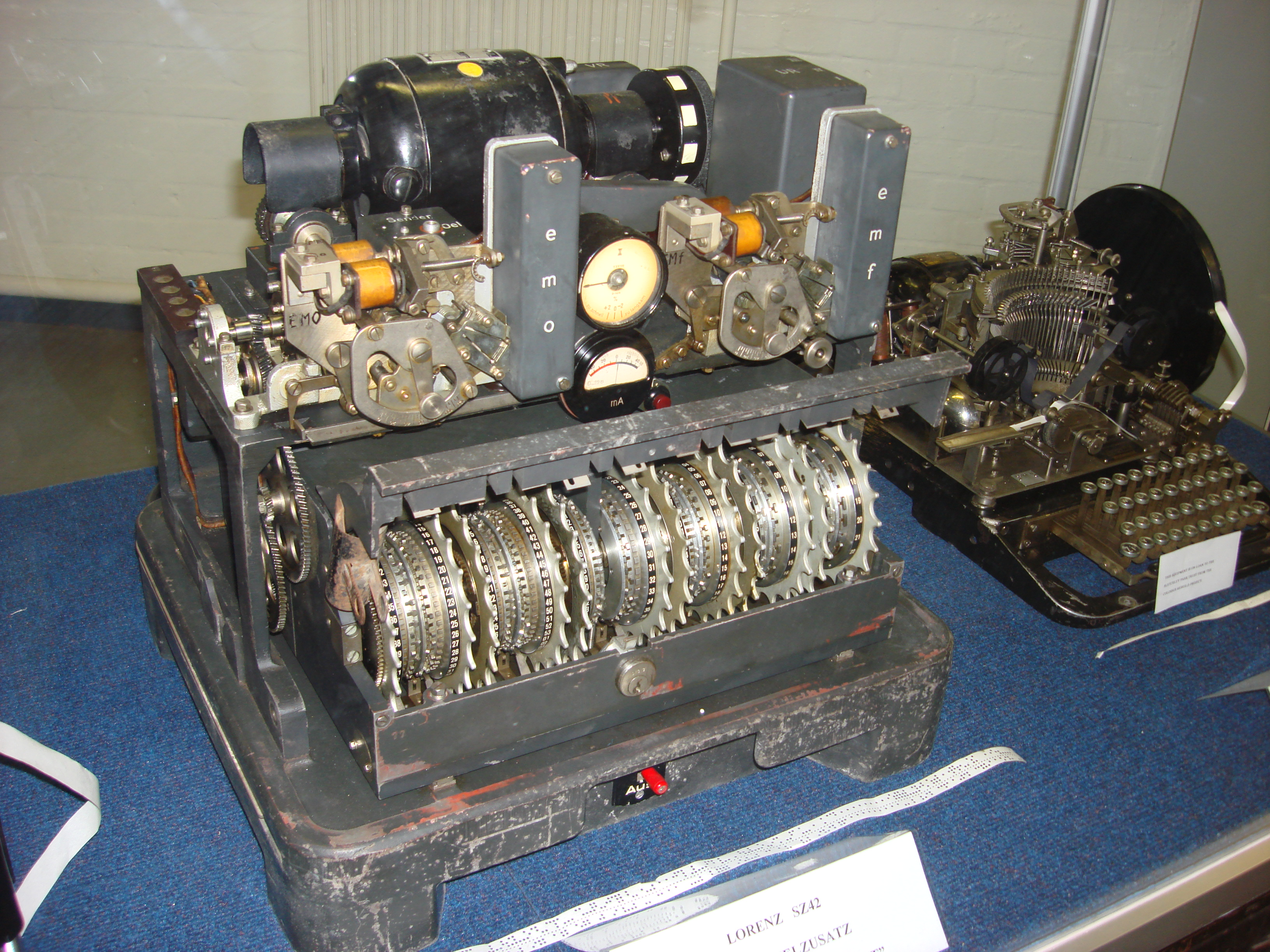
SZ 42 ohne Haube, ca. 1943, rechts Lorenz-Fernschreiber T32, ca. 1936, (Bletchley Park, 2007)

Die Lorenz-Schlüsselmaschine (Eigenbezeichnung: Schlüssel-Zusatz; kurz: SZ mit den Modellen SZ 40 und SZ 42 sowie SZ 42a, SZ 42b und SZ 42c; deutscher Deckname der damit betriebenen Funkfernschreibanlagen: „Sägefisch“), von den britischen Codeknackern in Bletchley Park mit dem Decknamen Tunny (deutsch: „Thunfisch“) bezeichnet, später auch Lorenz Machine genannt, ist eine Rotor-Schlüsselmaschine aus dem Zweiten Weltkrieg. Sie wurde im Auftrag der deutschen Militärführung von der Firma C. Lorenz AG in Berlin entwickelt und diente der Wehrmacht zur geheimen Kommunikation mittels verschlüsselter Fernschreibverbindungen.

## Geschichte

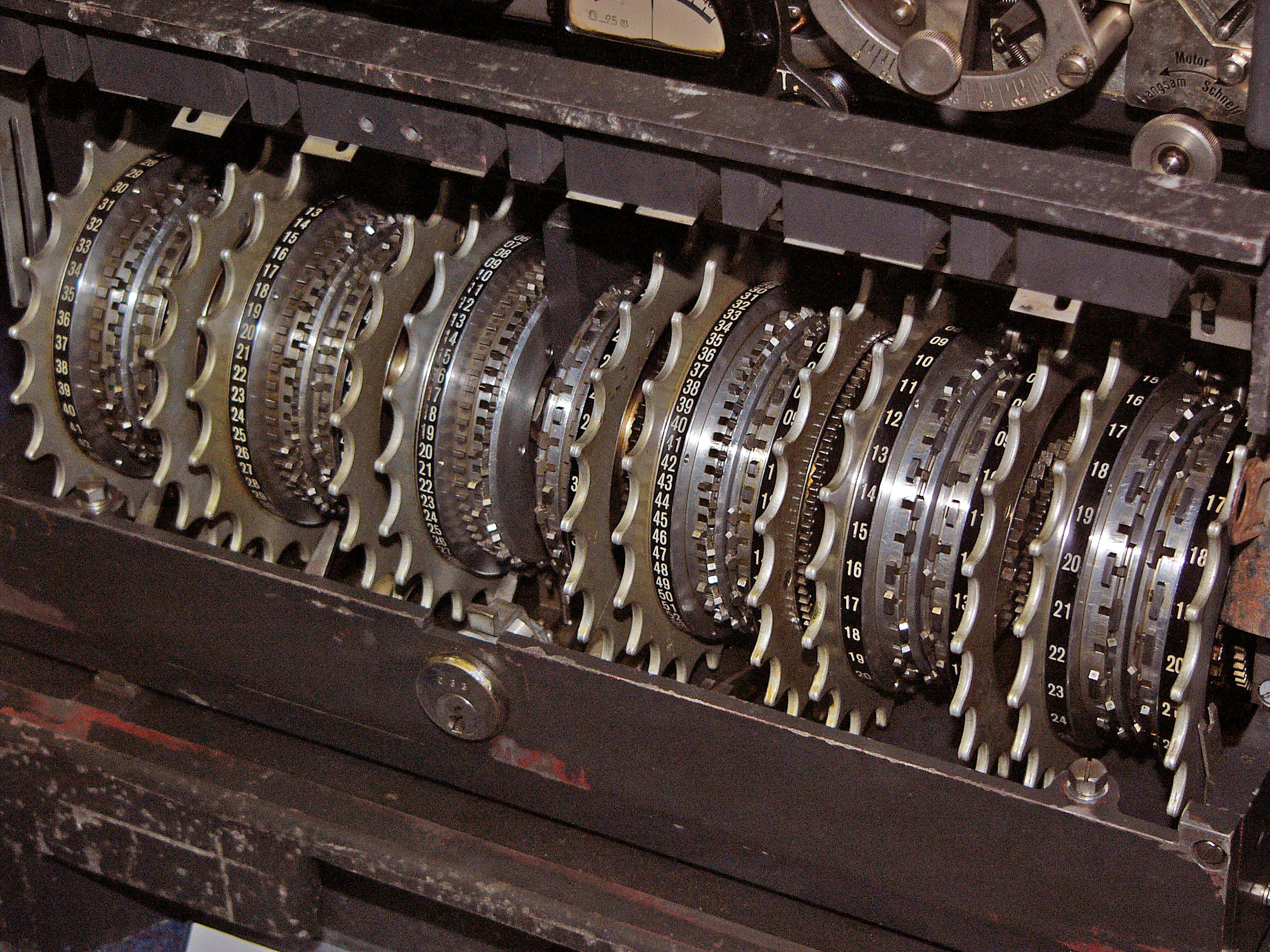
Die zwölf „Nockenräder“ des Schlüssel-Zusatzes befinden sich als kryptographisches Herzstück der Maschine aus Sicherheitsgründen in einem allseitig geschlossenen abschließbaren separaten Gehäuse.

Zweck war, die maschinelle Verschlüsselung im Vergleich zur mühsam zu bedienenden Enigma-Maschine zu vereinfachen und zu automatisieren sowie deutlich höhere Nachrichtenmengen und Übertragungsgeschwindigkeiten zu erreichen, als mittels handgetastetem Morsecode möglich war. Dazu wurde als Zusatzgerät zu einem Fernschreiber der Firma Lorenz der Schlüssel-Zusatz (SZ) entwickelt. Wie bei Fernschreibern üblich, nutzte man den Baudot-Murray-Code (CCITT-2) mit 5 Bit für die Übertragung von 32 Zeichen. Die Binärdarstellung eignet sich besonders gut für die binäre Addition eines pseudozufälligen Schlüssels, wodurch kryptographisch die Funktion eines Mischers umgesetzt wird:
Geheimtext = Klartext XOR Schlüssel
Das Gerät wurde nach dem Jahr 1940, in dem es entwickelt wurde, Schlüssel-Zusatz 40, kurz SZ 40 genannt. Kryptographisch verbesserte (aber nahezu identisch aussehende) Nachfolgemodelle wurden als SZ 42, SZ 42a, SZ 42b und SZ 42c bezeichnet.
Dem verschlüsselten Fernschreibverkehr sowie den im Kurzwellenfrequenzbereich zwischen 4 MHz und 7,5 MHz betriebenen Sende- und Empfangsanlagen gaben die Deutschen den Decknamen „Sägefisch“. (Dies gilt nicht nur für den über den SZ laufenden, sondern auch für Verkehr, der über die „Geheimschreiber“ von Siemens & Halske, also T52 oder später auch T43, abgewickelt wurde.) Aus entzifferten Enigma-Funksprüchen, in denen mehrfach von „Sägefisch“ die Rede war, erfuhren die Briten von der deutschen Innovation. Sie folgten dieser Vorgabe und bezeichneten den deutschen Fernschreibverkehr fortan mit dem englischen Decknamen Fish. Speziellen Fernschreibstrecken, wie beispielsweise vom Fernmeldeknotenpunkt der Wehrmacht in Strausberg (nahe Berlin) zum Oberbefehlshaber West (OB West) in Paris oder von Königsberg nach Riga zum Oberkommando der Heeresgruppe Nord, gaben sie spezielle „Fischnamen“, wie Jellyfish (Qualle) oder Whiting (Wittling), siehe auch Karte unter Weblinks.
Ein wichtiger Vorteil der Schlüsselfernschreibmaschinen (SFM) lag darin, dass man auf der Senderseite Klartext eingab, der dann auf der Empfängerseite wieder als Klartext ausgegeben wurde. Der Anwender selbst kam somit nicht mit dem Schlüsseltext in Berührung, was als großer Vorteil gesehen wurde. Die Maschine war jedoch zu schwer und zu groß, um die leicht tragbare Enigma zu ersetzen. Der Lorenz-Schlüssel-Zusatz wurde für den geheimen Funkverkehr hoher und höchster zumeist ortsfester Kommandostellen eingesetzt, wie dem Oberkommando des Heeres (OKH) und Armeeoberkommandos (AOK).

## Exponate
Man nimmt an, dass während des Krieges etwa 200 Lorenz-Maschinen europaweit im Einsatz waren. Davon haben – soweit bekannt – nur vier Stück überlebt.

## Aufbau

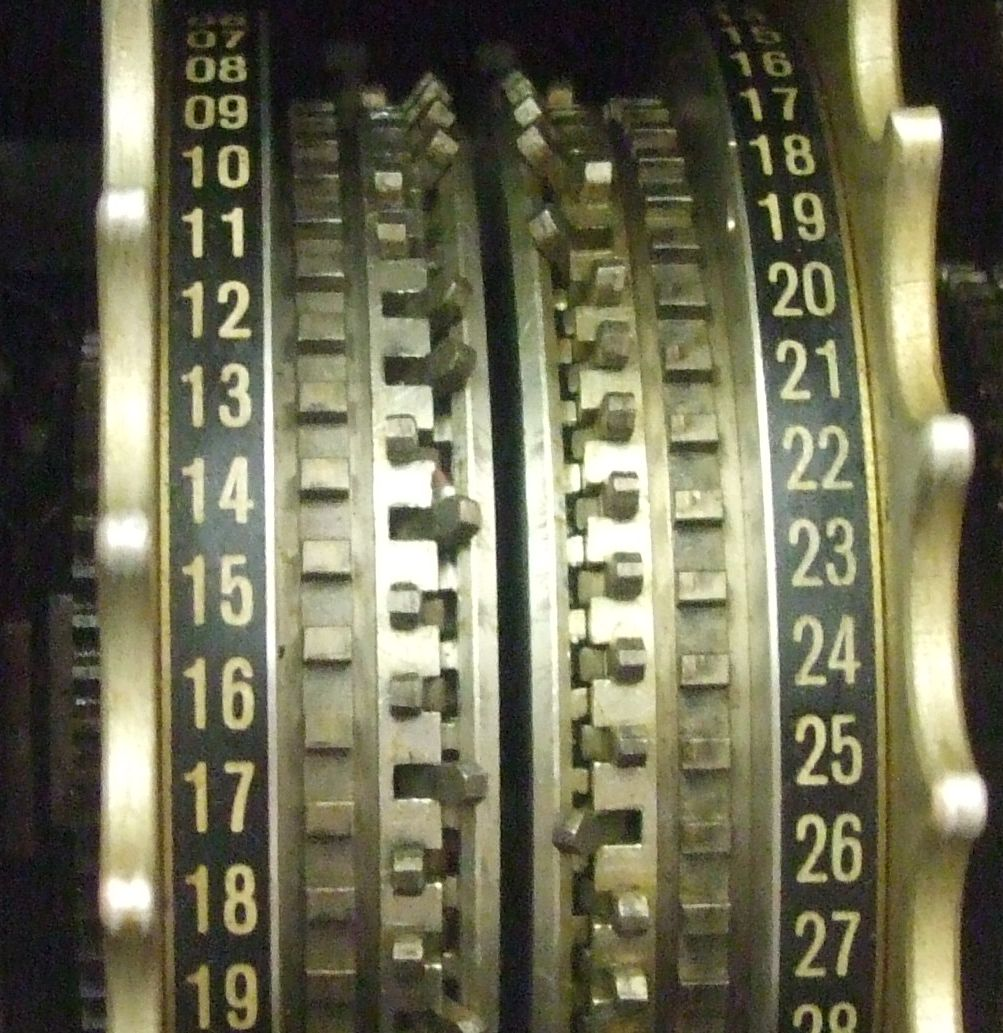
Die unterschiedlich eingestellten Schaltnocken, also die setzbaren Stifte, hier der Spring-Cäsar-Räder Nr. 3 und 4

Zur Verschlüsselung benutzt der Schlüssel-Zusatz zwölf „nockentragende Räder“ (kurz: „Nockenräder“), die von 1 bis 12 durchnummeriert sind, also rotierende Walzen mit unregelmäßig setzbaren Stiften. Diese bilden drei funktionale Gruppen. Die erste Gruppe besteht aus fünf Rädern mit jeweils unterschiedlicher Nockenanzahl (in Klammern angegeben): Rad 1 (43), Rad 2 (47), Rad 3 (51), Rad 4 (53) und Rad 5 (59). Abhängig von den nächsten beiden Rädern, Rad 6 (37) und Rad 7 (61), drehen sich die ersten fünf Räder oder werden vorübergehend angehalten („unregelmäßige Fortschaltung“), während die letzten fünf Räder, Rad 8 (41), Rad 9 (31), Rad 10 (29), Rad 11 (26) und Rad 12 (23) bei jedem einzelnen zu verschlüsselnden Zeichen um je einen Schritt vorwärtsgedreht werden („regelmäßige Fortschaltung“).
Nach damaliger deutscher Terminologie wurde eine Substitution, also das Ersetzen von Zeichen durch andere, „Cäsar“ genannt. Damals wurde der Begriff weiter gefasst als es heute üblich ist, wenn von einer Caesar-Verschlüsselung die Rede ist. Anders als heute, nannte man auch eine beliebige monoalphabetische Substitution und sogar eine polyalphabetische Substitution kurz einen „Cäsar“. Mit dieser Nomenklatur bewirken die ersten fünf Räder (genannt „Spri-Räder“), wie es im originalen Handbuch beschrieben ist, einen „Spring-Cäsar“ und die letzten fünf (genannt „Spa-Räder“) einen  „Spalten-Cäsar“.
| Rad-Nummer   | 1  | 2  | 3  | 4  | 5  | 6  | 7  | 8  | 9  | 10 | 11 | 12 |
| Nockenanzahl | 43 | 47 | 51 | 53 | 59 | 37 | 61 | 41 | 31 | 29 | 26 | 23 |

Die erste Gruppe (Räder 1 bis 5) und die dritte Gruppe (Räder 8 bis 12) zusammen erzeugt den „pseudozufälligen“ Schlüssel zur anschließenden Vernam-Substitution des 5-Bit-Codes jedes einzelnen Zeichens. Rad 7 bewegt die zweite Gruppe „regelmäßig“ und steuert Rad 6, welches seinerseits die erste Walzengruppe „unregelmäßig“ bewegt. Sämtliche Walzen können beliebig mithilfe der Nocken „programmiert“ werden. Zusätzlich erlaubt die einstellbare Anfangsstellung aller Walzen einen individuellen zwölfstelligen Spruchschlüssel. Die Maschine weist eine Periode von mehr als 1019 auf. Laut Tony Sale (1931–2011), der im nationalen Computer-Museum Großbritanniens (TNMOC) die Rekonstruktion und den Wiederaufbau des legendären Computers Colossus, des weltweit ersten programmierbaren mit Elektronenröhren arbeitenden Großrechners, geleitet hat, ist die maschinell erzeugte pseudozufällige Schlüsselgenerierung der Lorenz-Maschine jedoch „mehr pseudo als zufällig“ („more pseudo than random“).

## Verfahren

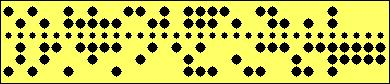
Lochstreifen für 5 Bit mit
„ZCZC WIKIPEDIA 1234567890 NNNN“

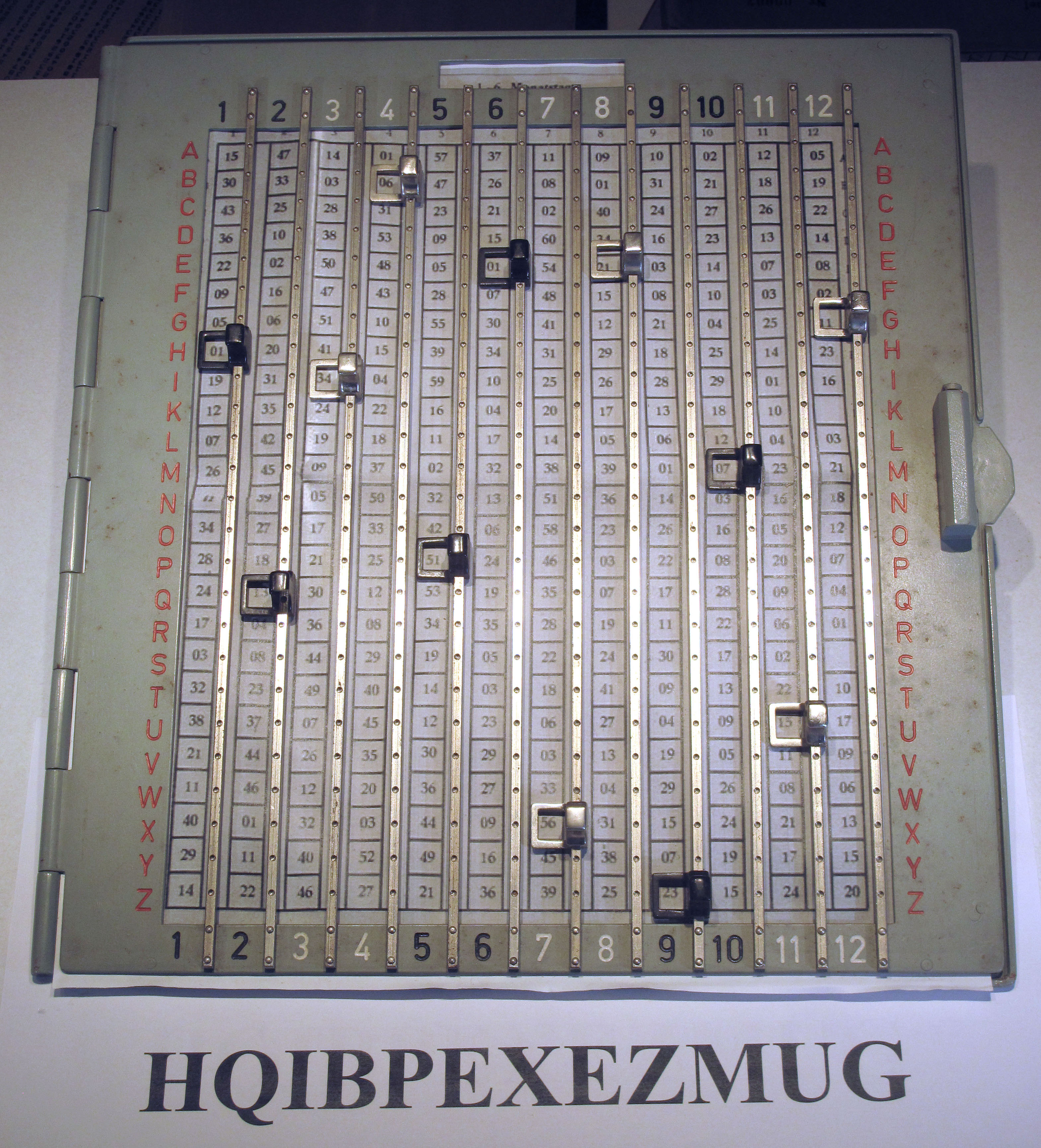
Ablesetafel 40 für das Fernschreib-Spruchschlüsselblatt (Spruchtafel)

Zur Verschlüsselung wird der Klartext über die Tastatur des Schlüssel-Zusatzes (SZ) eingegeben. Jedes der fünf Bits eines jeden Klartextzeichens wird mit einem durch die Maschine generierten „pseudozufälligen“ Schlüssel-Bit exklusiv-oder-verknüpft (gemischt). Das Ergebnis, also das so erzeugte Geheimtextzeichen wird gesendet und auf der Empfängerseite durch den dortigen Schlüssel-Zusatz wieder entschlüsselt. Da die zur Mischung verwendete Kontravalenz-Funktion (XOR-Verknüpfung) involutorisch (selbstinvers) ist, genügt es, das empfangene Geheimtextzeichen erneut mit dem Schlüsselzeichen zu verknüpfen, um als Ergebnis das entschlüsselte ursprüngliche Klartextzeichen zurückzugewinnen.
Hierzu ist es zwingend erforderlich, dass der sendende und der empfangene SZ identisch eingestellt werden, das heißt alle Nocken der zwölf Schlüsselräder („Grundschlüssel“) und auch ihre Anfangsstellungen („Spruchschlüssel“) exakt gleich sind. Die Nocken der Räder wurden nur relativ selten verändert. Vor Sommer 1944 wurden die Nocken der Spri-Räder nur monatlich oder quartalsweise geändert, die der Spa-Räder monatlich und allein die Nocken der beiden Kommandoräder wurden täglich anders eingestellt. Dies geschah in der Regel vormittags gegen 9 Uhr, da um diese Uhrzeit erfahrungsgemäß wenig Fernschreibverkehr auftrat („ruhige Zeit“). Sender und Empfänger tauschten sich dazu im Bedarfsfall kurz aus und stellten dann zeitgleich auf den mithilfe geheimer Grundschlüsselblätter ihnen bekannten neuen Tagesschlüssel um.
Die Anfangsstellung der zwölf Räder, also der Spruchschlüssel, war für jedes Fernschreiben individuell zu wählen. Damit der Sender dem Empfänger den von ihm frei gewählten Spruchschlüssel geheim mitteilen konnte, nutze er eine spezielle Ablesetafel, von der – soweit bekannt – nur zwei Exemplare den Krieg überlebt haben. Eine davon (siehe Bild) befindet sich im Nationalen Computer-Museum (TNMOC) in Bletchley Park. Mithilfe der Ablesetafel wird jeder Stellung eines der zwölf Räder, beispielsweise Stellung 01 für Rad 1, ein Geheimbuchstabe zugeordnet, im Beispiel der Buchstabe H. Insgesamt wird so die Anfangsstellung 01-13-34-06-51-01-56-21-23-07-15-11 als HQIBPEXEZMUG chiffriert. Diese zwölf Buchstaben werden dem Geheimtext vorangestellt und dienen dem Empfänger als wichtige Information, um zu wissen, auf welche Anfangsstellung er die zwölf Räder seines SZ einzustellen hat, um das Fernschreiben korrekt lesen zu können.

## Entzifferung
Auf der Funkfernschreibstrecke Wien-Athen der Wehrmacht wurde noch während der Erprobung am 30. August 1941 eine etwa viertausend Zeichen lange Nachricht zweimal mit demselben Schlüssel, also identischer Anfangsstellung aller zwölf Schlüsselräder ausgesandt, also mit demselben Schlüssel chiffriert. Der Empfänger hatte den Sender aufgefordert, die Nachricht neu zu senden, nachdem er sie beim ersten Mal nicht richtig empfangen hatte. Dem deutschen Nachrichtensoldaten unterliefen nun zwei schwere Fehler. Erstens benutzte er denselben Spruchschlüssel HQIBPEXEZMUG wie beim ersten Mal wieder, was verboten war. Und zweitens kürzte er den Text nun leicht. So ersetzte er das gleich am Anfang stehende Wort „SPRUCHNUMMER“ durch „SPRUCHNR.“, was bei ansonsten gleichem Klartext für den Rest des Textes zu einem unterschiedlichen Geheimtext führte. Die Briten bemerkten diesen „Klartext-Klartext-Kompromiss“ und nutzen ihn zur Entzifferung.
Der britische Kryptoanalytiker John Tiltman konnte in wochenlanger Handarbeit die leicht „phasenverschobenen“ und nahezu identischen beiden Klartexte ermitteln. Dazu bildete er die Differenz der beiden abgefangenen Funksprüche und versuchte, wahrscheinliche Worte einzusetzen. Dadurch gelang es ihm, nicht nur die Klartexte, sondern vor allem ein viertausend Zeichen langes Teilstück des „pseudozufälligen“ Schlüssels zu rekonstruieren. Dies führte letztendlich zur Bloßstellung der logischen Struktur des Schlüssel-Zusatzes.
Mit dem Wissen über Aufbau und Arbeitsweise des in offenen Patenten beschriebenen ähnlich arbeitenden „Geheimschreibers“, dem Chiffrierfernschreiber T52 der Firma Siemens (britischer Deckname: Sturgeon; deutsch „Stör“), gelang es dem jungen Mathematiker William Thomas Tutte, Anzahl und Perioden der einzelnen Schlüsselräder des Schlüssel-Zusatzes herauszufinden. Im Januar 1942 war die gesamte Struktur aufgeklärt, einschließlich der Lage der Nocken (Schaltstifte) auf den Rädern. Nun musste jeweils „nur noch“ die richtige Anfangsstellung der Schlüsselräder herausgefunden werden. Das Knacken per Hand unter Ralph Tester in der Testery dauerte etwa vier Tage. Bis dahin waren die Meldungen unter Umständen veraltet. Deshalb wurde angestrebt, das Verfahren zu automatisieren. Dies geschah unter der Leitung von Max Newman in der zur Testery benachbarten Newmanry, ebenfalls auf dem Gelände von Bletchley Park. Hier wurde der damals streng geheime und heute weltberühmte Colossus entwickelt, der ab Februar 1944 erfolgreich gegen den SZ 42 eingesetzt wurde.

### Dokumente
- The Secrets of the Lorenz Schlüsselzusatz SZ42 Umfangreiche Sammlung von Originaldokumenten und Veröffentlichungen (deutsch und englisch).
- Der Schlüssel-Zusatz 42. Scan der ehemals als „Geheime Kommandosache“ eingestuften originalen Gerätebeschreibung.
- Fernschreib-Grundschlüssel SZ 42. Scan von ehemals als „Geheime Kommandosache“ eingestuften originalen Schlüsselblättern.
- Weitere Originaldokumente zu Tunny und Colossus (englisch).
- Führungsnetz OKH-Ost Scan einer ehemals als „Geheime Kommandosache“ eingestuften Übersichtsskizze der wichtigsten Fernverbindungen des Führungsnetzes OKH-Ost (Stand 26. Juni 1941).
- Der Stand der Funkfernschreibtechnik in Deutschland bis 1944. Scan eines historischen Dokuments (PDF; 3,6 MB), 1946.
- Karte wichtiger Funkfernschreibverbindungen mit englischen Decknamen wie Jellyfish und Whiting.

### Fotos
- „TUNNY“ (Lorenz SZ-40/42) Fotos und Erläuterungen auf Seite von Jerry Proc (englisch).

### Information
- Jack Copeland: Colossus: Breaking the German ‘Tunny’ Code at Bletchley Park. The Rutherford Journal (englisch).
- General Report on Tunny im AlanTuring.net (englisch).
- Lorenz SZ-40/42 im Crypto Museum (englisch).
- The Lorenz Cipher and how Bletchley Park broke it von Tony Sale (englisch).

### Simulation
- Virtual Lorenz SZ40/42 3D. 3D-Simulation der Lorenz-Maschine auf der Website Virtual Colossus (englisch).

### Video
- Jens Puhle: The Tiltman / Tutte Break – How Bletchley Park broke the top secret Lorenz cipher in 1941. In: YouTube-Video. 6. Juni 2025 (englisch, 9′10″).